# 小行星1617
小行星1617（1617 Alschmitt）是一颗绕太阳运转的小行星，为主小行星带小行星。该小行星于1952年3月20日发现。
該小行星以法國天文學家阿爾弗雷德·施米特命名。

## 轨道参数
小行星1617的轨道半长轴为3.1951439 UA，离心率为0.134。